# SN 2003ii
SN 2003ii – supernowa typu II odkryta 23 września 2003 roku w galaktyce M+06-06-53. W momencie odkrycia miała maksymalną jasność 18,40m.